# Museu Nacional da Geórgia
O Museu Nacional da Geórgia é uma rede de museus que reúne vários museus importantes de diferentes partes do país. O Museu Nacional da Geórgia foi estabelecido no âmbito de reformas estruturais, institucionais e legais destinadas a modernizar a gestão das instituições unidas dentro desta rede e na coordenação de atividades de pesquisa e educação no país. Desde sua fundação, em 30 de dezembro de 2004, o Museu foi liderado pelo professor David Lordkipanidze. 